# Matthias Mischler
Matthias Mischler (* 21. März 1990 in Jegenstorf) ist ein ehemaliger Schweizer Eishockeytorhüter, der zuletzt von 2015 bis 2019 beim EHC Olten in der National League B unter Vertrag stand.

## Karriere

### Vereine
Ab 2006 spielte Matthias Mischler für die Elite-Junioren des SC Bern. In den folgenden Saisons wurde er gelegentlich an andere Teams ausgeliehen, wo er unter anderem zu einem Einsatz in der National League B für die Young Sprinters kam. Auf die  Saison 2011/12 wechselte er zum HC Ajoie in die NLB, für den er bereits in der Saison davor einzelne Spiele bestritten hatte.
In der  Saison 2013/14 kam er zu seinem Debüt in der NLA, als er in der Platzierungsrunde für den SC Bern zum Einsatz kam. Im Mai 2014 nahm ihn der SC Bern für zwei Jahre unter Vertrag, nachdem Olivier Gigon zurückgetreten war. Mischler kam in der Folge jedoch ausschliesslich beim HC Ajoie zum Einsatz, so dass er den SC Bern im April 2015 verliess und beim EHC Olten einen Zweijahresvertrag unterschrieb.
2019 gab Mischler seinen Rücktritt vom Profieishockey bekannt.

### Nationalmannschaft
Matthias Mischler bestritt mehrere internationale Jugendturniere für die Schweiz, unter anderem die U20-Weltmeisterschaft 2010 in Saskatchewan (4. Platz).

## Erfolge und Auszeichnungen
- 2009 Schweizer Meister mit den Elite-Junioren des SC Bern